# Ném thia lia

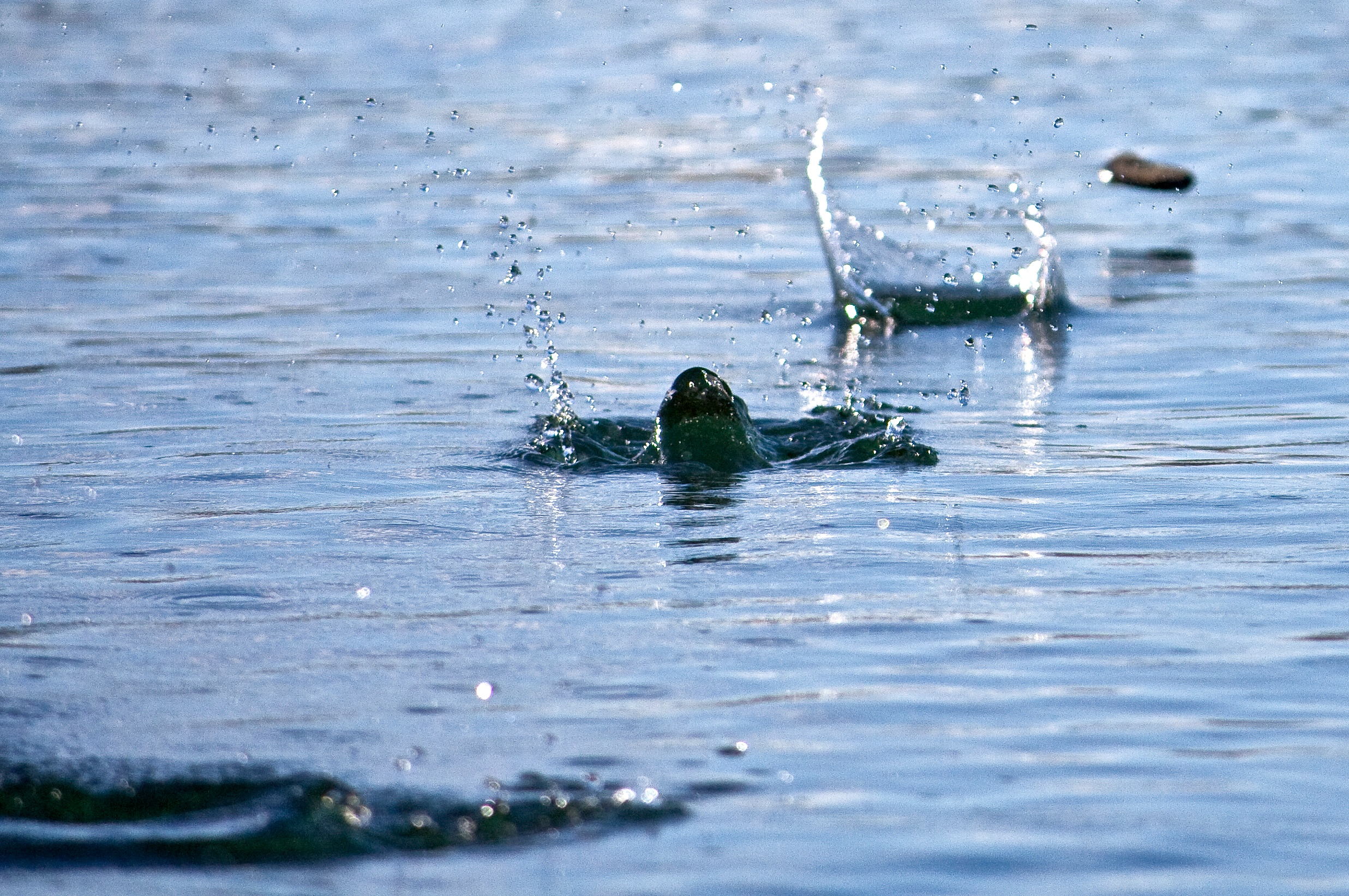
Một viên đá nảy trên mặt nước lặng

Ném thia lia, liếc đá hay lia đá là một trò tiêu khiển được thực hiện bằng cách ném một viên đá dẹt lướt nhiều lần trên mặt nước. Mục đích của trò chơi là để xem viên đá có thể nảy bao nhiêu lần trước khi chìm xuống nước.

## Kỷ lục và giải vô địch
Kỷ lục thế giới về số lần nảy theo Sách Kỷ lục Guinness là 88 lần của Kurt "Mountain Man" Steiner, 48 tuổi. Cú ném được thực hiện vào ngày 6 tháng 9 năm 2013 tại Red Bridge thuộc rừng quốc gia Allegheny, Pennsylvania. Kỷ lục trước đó là 65 cú nảy của Max Steiner, lập tại Riverfront Park, Franklin, Pennsylvania. Kỷ lục trước đó nữa là 51 lần, do Russell Byars lập được vào ngày 19 tháng 7 năm 2007 tại cùng địa điểm. Kurt Steiner also held the world record between 2002 and 2007.
Một giải vô địch ném thia lia được diễn ra hàng năm ở Easdale, Scotland với tiêu chí là độ xa của cú ném chứ không phải số lần nảy.

## Giải thích khoa học

Cú ném thia lia

Lazzaro Spallanzani là người đưa ra giải thích về cơ chế vật lý của trò chơi vào thế kỷ 18.
Viên đá tạo ra sức nâng bằng cách đẩy nước xuống trong lúc di chuyển ngang qua vùng nước. Sức căng bề mặt hầu như không có tác dụng đối với viên đá. Chuyển động quay của viên đá đóng vai trò ổn định nó trước ảnh hưởng của mô men xoắn nâng đối với mặt sau của viên đá.

## Kỹ thuật "ném bom thia lia"
Trong chiến tranh Việt Nam, kỹ thuật “ném bom thia lia” từng được Không quân nhân dân Việt Nam áp dụng trong một trận đánh nổi bật duy nhất của loại máy bay MiG17 nhằm vào tàu chiến Hoa Kỳ. Trận đánh diễn ra vào chiều ngày 19 tháng 4 năm 1972, trong bối cảnh Mỹ tăng cường hỏa lực để ngăn chặn cuộc tiến công giải phóng Quảng Trị. Để đối phó với các tàu chiến Mỹ bắn phá dữ dội khu vực ven biển Quảng Bình, Bộ Tư lệnh Quân chủng Phòng không – Không quân đã chỉ đạo một kế hoạch đặc biệt sử dụng máy bay tiêm kích MiG-17 ném bom trực tiếp vào tàu địch.
Hai phi công Lê Xuân Dỵ và Nguyễn Văn Bảy (B) thuộc Trung đoàn 923 được giao nhiệm vụ thực hiện đòn đánh này. Cả hai đã trải qua huấn luyện kỹ thuật “ném bom thia lia” do các chuyên gia Cuba hướng dẫn – đây là phương pháp ném bom ở độ cao cực thấp, cho bom bật trên mặt nước như viên đá ném “thia lia”, nhằm tăng độ chính xác khi đánh tàu chiến. Hai máy bay MiG-17 được điều động bí mật tới sân bay dã chiến Gát (Quảng Bình) và được cải tiến để phù hợp với địa hình rừng núi, trong đó có cả lắp dù hãm tốc để hạ cánh đường băng ngắn.

Chiều ngày 19 tháng 4, biên đội xuất kích từ sân bay Gát, bay ở độ cao thấp chỉ 50 mét, tốc độ 800 km/h. Sau khi phát hiện đội hình tàu Mỹ, phi công Lê Xuân Dỵ là người đầu tiên công kích, cắt bom 250 kg bằng kỹ thuật "thia lia" trúng giữa thân tàu khu trục USS Higbee (DD-806), gây hư hại nặng, phá hủy dàn pháo trên boong.
Anh bật tăng lực, đặt điểm ngắm ở giữa tàu, với tốc độ 800km/h, độ cao 50m, anh đã cắt hai trái bom loại 250kg theo đúng kỹ thuật ném “thia lia” trúng giữa thân tàu. Đài chỉ huy bổ trợ gần khu vực bờ biển nghe thấy tiếng nổ đanh, ngay sau đó thấy cột khói màu da cam bốc lên khoảng 20-30m chùm lên phủ kín con tàu, sau đó do trời mù, từ đài quan sát không nhìn thấy con tàu nữa. Theo tin tình báo, đây là tàu Khu trục hộ tống USS Higbee (DD-806). Chiếc hộ tống hạm này đã bị thương nặng, dàn pháo trên boong tàu bị phá hủy. Số 1- Lê Xuân Dỵ sau đó được dẫn về hạ cánh tại sân bay Gát an toàn lúc 16 giờ 18 phút.
 
 (Trích Những trận không chiến trên bầu trời Việt Nam (1965-1975) Nhìn từ hai phía – Nguyễn Sỹ Hưng – Nguyễn Nam Liên và nhóm tác giả. Nhà xuất bản Quân đội Nhân dân và Nhà sách Tân Việt liên kết xuất bản)
Ngay sau đó, Nguyễn Văn Bảy (B) cũng áp sát đội hình tàu, vòng lại và ném bom trúng tàu tuần dương USS Oklahoma City – làm hỏng hệ thống radar cảnh giới và một ụ pháo trên tàu. Cả hai máy bay đều trở về an toàn tại sân bay Gát.
Do phát hiện ở cự ly quá gần, anh không tiến vào công kích được mà bay lướt trên đầu toàn bộ đội hình tàu chiến Mỹ, sau đó anh vòng lại 180 độ, chọn chiếc thứ hai để tiến vào công kích. Anh bật tăng lực, đạt tốc độ 800km/h , giữ bay bằng ở độ cao 50m, điểm ngắm ở 1/3 thân tàu phía sau và cắt bom. Từ đài bổ trợ nghe thấy tiếng nổ lớn và cột khói trùm lên thân tàu. Chiếc MiG-17 của Nguyễn Văn Bảy(B), sau khi tấn công đội hình tàu chiến Mỹ, quay về sân bay hạ cánh an toàn tại sân bay Gát lúc 16 giờ 21 phút. 
 
(Trích Những trận không chiến trên bầu trời Việt Nam (1965-1975) Nhìn từ hai phía – Nguyễn Sỹ Hưng – Nguyễn Nam Liên và nhóm tác giả. NXB Quân đội Nhân dân và Nhà sách Tân Việt liên kết xuất bản)
Trận đánh này kéo dài chỉ 17 phút, với bốn quả bom được sử dụng, nhưng đã khiến Hải quân Mỹ phải rút tàu chiến ra xa bờ khu 4 trong một thời gian dài, không dám áp sát để bắn phá ven biển hay phóng tên lửa Talos như trước. Đây là trận đầu tiên – và cũng là duy nhất – trong lịch sử Không quân nhân dân Việt Nam mà máy bay MiG-17 được sử dụng để tấn công thành công các tàu chiến Mỹ. Trận đánh không chỉ có ý nghĩa chiến thuật mà còn chứng minh năng lực ứng dụng linh hoạt và sáng tạo của phi công Việt Nam trong việc tận dụng kỹ thuật chiến đấu đặc thù như ném bom “thia lia”.